# Liste des US Routes en Idaho
Les US Routes en Idaho sont les segments de US Routes se trouvant en Idaho. Ils sont entretenus par le Idaho Transportation Department (ITD).

## Liste
| Numéro | Longueur (mi) | Longueur (km) | Terminus sud / ouest                                          | Terminus nord / est                                      | Créée | Notes |
| ------ | ------------- | ------------- | ------------------------------------------------------------- | -------------------------------------------------------- | ----- | ----- |
| US 2   | 80,15         | 128,99        | US 2 / SH-41 à la frontière de l'État de Washington à Oldtown | US 2 à la frontière du Montana                           | 1926  |       |
| US 12  | 174,21        | 280,36        | US 12 à la frontière de l'État de Washington à Lewiston       | US 12 à la frontière du Montana                          | 1962  |       |
| US 20  | 406,30        | 653,88        | US 20 / US 26 à la frontière de l'Oregon                      | US 20 à la frontière du Montana près de West Yellowstone | 1940  |       |
| US 26  | 402,50        | 647,76        | US 20 / US 26 à la frontière de l'Oregon                      | US 26 à la frontière du Wyoming                          | 1952  |       |
| US 30  | 455,48        | 733,03        | US 30 à la frontière de l'Oregon à Fruitland                  | US 30 à la frontière du Wyoming                          | 1926  |       |
| US 89  | 44,24         | 71,20         | US 89 à la frontière de l'Utah                                | US 89 à la frontière du Wyoming                          | 1939  |       |
| US 91  | 122,87        | 197,73        | US 91 à la frontière de l'Utah                                | US 26 à Idaho Falls                                      | 1926  |       |
| US 93  | 350,82        | 564,59        | US 93 à la frontière du Nevada                                | US 93 à la frontière du Montana                          | 1926  |       |
| US 95  | 538,56        | 866,73        | US 95 à la frontière de l'Utah                                | BC 95 à la frontière canadienne à Eastport               | 1926  |       |
| US 195 | 0.577         | 0.929         | US 95 près de Lewiston                                        | US 195 à la frontière de l'État de Washington            | 1979  |       |
|        |               |               |                                                               |                                                          |       |       |